# Ruri
Ruri fou un territori o comarca a la regió del Tigris superior. Salmanassar I hi va fer la seva quinzena expedició a la meitat del segle xiii aC i va lliurar una batalla a la ciutat de Murari, que com sempre és descrita com una victòria. La situació exacta de Ruri no és coneguda però segurament era cap a occident del país de Qurkhi (alternativament Kurkhi, Kirkhi o Kilkhi), entre Tushan i Tuskha.